# Kensington (Olympia) állomás
A Kensington (Olympia) a londoni metró és az Overground egyik állomása az 1-es és 2-es zóna határán, a District line és a West London Line érinti.

## Története
Az állomást 1862. június 2-án adták át a Great Western Railway részeként, melyet napjainkban a Overground vonatai használnak. A District line jelenlegi peronját 1958-ban nyitották meg.

## Forgalom
| Járat | Útvonal | Gyakoriság       |
| ----- | --- | ---------------- |
|       | Dagenham East – Dagenham Heathway – Becontree – Upney – Barking – East Ham – Upton Park – Plaistow – West Ham – Bromley-by-Bow – Bow Road – Mile End – Stepney Green – Whitechapel – Aldgate East – Tower Hill – Monument – Cannon Street – Mansion House – Blackfriars – Temple – Embankment – Westminster – St. James’s Park – Victoria – Sloane Square – South Kensington – Gloucester Road – Earl’s Court – Kensington (Olympia) | Napi 2           |
|       | Kensington (Olympia) – Earl’s Court – High Street Kensington (napi 1 tovább → Notting Hill Gate → Bayswater → Paddington → Edgware Road) | Napi 5           |
|       | Clapham Junction – Imperial Wharf – West Brompton – Kensington (Olympia) – Shepherd’s Bush – Willesden Junction – Kensal Rise – Brondesbury Park – Brondesbury – West Hampstead – Finchley Road & Frognal – Hampstead Heath – Gospel Oak – Kentish Town West – Camden Road – Caledonian Road & Barnsbury – Highbury & Islington – Canonbury – Dalston Kingsland – Hackney Central – Homerton – Hackney Wick – Stratford              | 10-15 percenként |

## Átszállási kapcsolatok
| Állomás              | Átszállási kapcsolatok                                             |
| -------------------- | ------------------------------------------------------------------ |
| Kensington (Olympia) | Govia Thameslink Railway Helyi buszok (Kensington Olympia Station) |

## Fordítás
- Ez a szócikk részben vagy egészben  a   Kensington (Olympia) station című angol Wikipédia-szócikk fordításán alapul.  Az eredeti cikk szerkesztőit annak laptörténete sorolja fel. Ez a jelzés csupán a megfogalmazás eredetét és a szerzői jogokat jelzi, nem szolgál a cikkben szereplő információk forrásmegjelöléseként.